# Baudóoropendola
Baudóoropendola (Psarocolius cassini) är en utrotningshotad fågel i familjen trupialer som är endemisk för Colombia.

## Utseende och läten
Baudóoropendolan är stor (46 cm), kråkliknande trupial i svart och kastanjebrunt. Fjäderdräkten är huvudsakligen svart med djupt kastanjebrunt på rygg, flanker och vinge. Den långa och konformade näbben är svart med orangeröd spets. I ansiktet syns en bar skär kindfläck. Stjärten är citrongul med svarta mittersta stjärtpennor. Sången består av två delar, först en serie bubblande toner med metalliska biljud följt av ett högljutt och gurglande "skol-l-l-l-l-wool". Lätet är ett nasalt "wak".

## Utbredning och systematik
Fågeln förekommer enbart i nordvästra Colombia (norra Chocó). Den behandlas som monotypisk, det vill säga att den inte delas in i några underarter.

## Status och hot
Arten har ett litet utbredningsområde, med sentida fynd från bara några få lokaler. Den anses vara sällsynt och lokalt förekommande, med ett litet bestånd uppskattat till endast mellan 600 och 1700 vuxna individer. I dess område hotas den av habitatförlust. Internationella naturvårdsunionen IUCN kategoriserar arten som sårbar.